# Episodi di NCIS: New Orleans (settima stagione)
La settima e ultima stagione della serie televisiva NCIS: New Orleans composta da 16 episodi, viene trasmessa in prima visione assoluta negli Stati Uniti d'America sul canale CBS a partire dall’8 novembre 2020 al 23 maggio 2021.
In Italia la stagione è stata trasmessa in prima visione assoluta su Rai 2 dal 5 settembre al 19 dicembre 2021.
| n° | Titolo originale                  | Titolo italiano                    | Prima Tv USA     | Prima Tv Italia   |
| -- | --------------------------------- | ---------------------------------- | ---------------- | ----------------- |
| 1  | Something in the Air, Part I e II | Qualcosa nell'aria (1 e 2 parte)   | 8 novembre 2020  | 5 settembre 2021  |
| 2  | Something in the Air, Part I e II | Qualcosa nell'aria (1 e 2 parte)   | 15 novembre 2020 | 12 settembre 2021 |
| 3  | One of Our Own                    | Uno dei nostri                     | 22 novembre 2020 | 19 settembre 2021 |
| 4  | We All Fall...                    | Noi contro loro                    | 13 dicembre 2020 | 26 settembre 2021 |
| 5  | Operation Drano, Part I e II      | Nelle mani sbagliate (1 e 2 parte) | 3 gennaio 2021   | 3 ottobre 2021    |
| 6  | Operation Drano, Part I e II      | Nelle mani sbagliate (1 e 2 parte) | 10 gennaio 2021  | 10 ottobre 2021   |
| 7  | Leda and the Swan, Part I e II    | Leda e il cigno (1 e 2 parte)      | 17 gennaio 2021  | 17 ottobre 2021   |
| 8  | Leda and the Swan, Part I e II    | Leda e il cigno (1 e 2 parte)      | 14 febbraio 2021 | 24 ottobre 2021   |
| 9  | Into Thin Air                     | Svanita nel nulla                  | 21 febbraio 2021 | 31 ottobre 2021   |
| 10 | Homeward Bound                    | Nel centro del mirino              | 28 febbraio 2021 | 7 novembre 2021   |
| 11 | Stashed                           | Sotto protezione                   | 28 marzo 2021    | 8 novembre 2021   |
| 12 | Once Upon a Time                  | C'era una volta                    | 4 aprile 2021    | 21 novembre 2021  |
| 13 | Choices                           | Scelte                             | 2 maggio 2021    | 28 novembre 2021  |
| 14 | Illusions                         | Illusioni                          | 9 maggio 2021    | 5 dicembre 2021   |
| 15 | Runs In The Family                | Famiglie                           | 16 maggio 2021   | 12 dicembre 2021  |
| 16 | Laissez Les Bon Temps Rouler      | Tutta la vita che vuoi             | 23 maggio 2021   | 19 dicembre 2021  |

## Qualcosa nell'aria (prima parte)
- Titolo originale: Something in the Air, Part I
- Diretto da: James Whitmore Jr.
- Scritto da: Jan Nash e Christopher Silber

### Trama
Mentre New Orleans è alle prese con gli effetti della pandemia da COVID-19, Pride ordina a Tammy e Carter di indagare su una morte sospetta a bordo di una nave umanitaria al largo della costa. Apprendono che alcuni membri dell'equipaggio sono stati infettati dal virus mortale. Inoltre, Wade è sopraffatta dall'alto numero di cadaveri che affollano l'obitorio, dovuti al virus COVID-19.
- Ascolti Italia: telespettatori 963 000 – share 5,70%[2]

## Qualcosa nell'aria (seconda parte)
- Titolo originale: Something in the Air, Part II
- Diretto da: James Whitmore Jr.
- Scritto da: Jan Nash e Christopher Silber

### Trama
Mentre Tammy e Carter continuano le indagini sulla morte sospetta a bordo della nave umanitaria infetta da COVID, Pride e il team scoprono che i dispositivi di protezione individuale, che devono distribuire, potrebbero contenere la chiave per trovare l'assassino. Rita torna a New Orleans per fare una sorpresa a Pride. Loretta aiuta una donna in lutto che non riesce a trovare suo fratello morto a causa del COVID-19. Patton e la sua figlioccia iniziano un'accesa discussione.
- Ascolti Italia: telespettatori 1 189 000 – share 6,10%[3]

## Uno dei nostri
- Titolo originale: One of Our Own
- Diretto da: Hart Bochner
- Scritto da: Ron McGee

### Trama
Pride e la squadra dell'NCIS indagano sull'assassino di un ufficiale del NOPD. Si ritrovano ad affrontare un gruppo di poliziotti corrotti visto che l'ufficiale era un testimone chiave in alcuni casi dove questi poliziotti erano indagati. Inoltre, Tammy affronta una nuova relazione.
- Ascolti Italia: telespettatori 953 000 – share 4,40%[4]

## Noi contro loro
- Titolo originale: We All Fall...
- Diretto da: Hart Bochner
- Scritto da: Talicia Raggs

### Trama
Mentre la squadra dell'NCIS continua a indagare sull'omicidio di un ufficiale che stava per denunciare una cattiva condotta della polizia all'interno del NOPD, Pride deve essere creativo per sbarazzarsi finalmente dei poliziotti sporchi. Inoltre, il sindaco chiede a Pride di unirsi alla sua nuova task force per affrontare i problemi sistemici che affliggono la loro città e, mentre il Covid continua a sopraffare il sistema, Loretta affronta finalmente il bilancio che le è stato imposto.
- Ascolti Italia: telespettatori 1 283 000 – share 6,00%[5]

## Nelle mani sbagliate (prima parte)
- Titolo originale: Operation Drano, Part I
- Diretto da: LeVar Burton
- Scritto da: Chad Gomez Creasey

### Trama
L'NCIS trova la prova chiave mancante per il caso dell'ufficiale: una batteria ad alta tecnologia top secret. Pride e il team si rendono conto che potrebbero esserci conseguenze mortali se cadesse nelle mani sbagliate.
- Ascolti Italia: telespettatori 798 000 – share 3,60%[6]

## Nelle mani sbagliate (seconda parte)
- Titolo originale: Operation Drano, Part II
- Diretto da: LeVar Burton
- Scritto da: Katherine Beattie

### Trama
Un siluro colpisce un peschereccio in mare, l'intera costa del Golfo è in pericolo mentre Pride e l'NCIS scalpitano per trovare il sottomarino prima che possa colpire di nuovo.
- Guest star: Hannah Hodson (Allie Bowers), Gareth Williams (Michael Hollard), Matthew Humphreys (Bishop Landers), Allen Earls (Dennis Brogan), Diego Wallraff (Perez), Angelena Swords Brocato (Suzanne Boynton), Lane Erwin (Sinewy Man), Brandon Kotfila (Casey), Nicolas X. Parsons (Taylor), Evan Hoyt Tompson (Jason Lee), Justin David (tecnico EOD Arjun Choudhury), Schelle Purcell (capitano della marina Monica Brooks), Kenneth Israel (dott. Harris), Konstantin Lavysh (Nico), Dan Sheynin (autista Uber).
- Ascolti Italia: telespettatori 1 020 000 – share 4,40%[7]

## Leda e il cigno (prima parte)
- Titolo originale: Leda and the Swan, Part I
- Diretto da: Diana C. Valentine
- Scritto da: Stephanie Sengupta

### Trama
Una terapista della Marina con un alto livello di autorizzazione di sicurezza viene assassinata. Pride e la squadra scoprono che stava aggirando il sistema per ottenere giustizia per le vittime di aggressioni sessuali. Inoltre, la madre di Carter lo affronta quando si rifiuta di parlare con l'FBI per un controllo dei precedenti per suo conto e Sebastian inizia a stringere un legame con un testimone chiave che è stato duramente colpito dalla pandemia di COVID-19.
- Guest star: Erica Gimpel (Lynette), Sasha Diamond (Fiona), Cindy Pol (tenente comandante Amanda Gregson), Alicia Simmons Miracle (Maggie), Darryl Booker (capitano Damon Donahue), Brad Blanchard (Morelli), Melissa Haas (tenente Laura Archambeau), Jake Wynne-Wilson (tenente Bruce Archambeau), Maximiliano Hernández (Ted), Claire Marie Arthur (Rory), Steven Waldren (agente Roy).
- Ascolti Italia: telespettatori 922 000 – share 4,00%[8]

## Leda e il cigno (seconda parte)
- Titolo originale: Leda and the Swan, Part II
- Diretto da: Diana C. Valentine
- Scritto da: Sydney Mitchel

### Trama
Pride e la squadra continuano le indagini sull'aggressione di un agente e sull'omicidio del suo terapeuta, l'NCIS si concentra su un sospettato principale che ha lavorato al sistema per anni. Inoltre, Carter e sua madre parlano di come andranno avanti dopo un errore passato e Sebastian inizia una nuova promettente relazione.
- Guest star: Erica Gimpel (Lynette), Sasha Diamond (Fiona), Maximiliano Hernández (Ted), Melissa Saint-Amand (Emily Tascioni), Chet Hanks (Liam McCall), Jared Gray (Angelo Coleman), Eduardo Vildasol (Theo Desmond), Christin Rankins (proprietaria Strip Club), Brittany Cook (spogliarellista #1), Aria Catillo (spogliarellista #2).
- Ascolti Italia: telespettatori 921 000 – share 4,00%[9]

## Svanita nel nulla
- Titolo originale: Into Thin Air
- Diretto da: Tim Andrew
- Scritto da: Cameron Dupuy

### Trama
Pride e la squadra sono a caccia di una quattordicenne rapita e scoprono che suo padre, che presto avrà la custodia di lei, è un survivalista radicale che vive fuori dalla normalità.
- Guest star: Alie Urquhart (Beth Hogan), A'zaria Carter (Melissa), Dena Tyler (Claire), Taylor Rose (Simone), Ron Menzel (Frank), Cristian Gonzalez (Alex Dixon), Jonathan Horne (Matt Dixon), Matt Skollar (Arno Theron), Darryl W. Handy (Sheriff Mott), Alkoya Brunson (CJ Malloy), Matthew Humphreys (Bishop Landers), Allen Earls (Dennis Brogan), Angelena Swords (Suzanne Boynton), Maria-Christina Oliveras (Reyes).
- Ascolti Italia: telespettatori 893 000 – share 4,20%[10]

## Nel centro del mirino
- Titolo originale: Homeward Bound
- Diretto da: Hart Bochner
- Scritto da: Katherine Beattie e Jack Maron

### Trama
Quando un sottufficiale viene abbattuto da un cecchino, Pride e l'NCIS danno la caccia all'assassino, solo per scoprire che potrebbe non agire da solo. Inoltre, Rita dice a Pride che le è stato offerto un lavoro avvincente a Kansas City.
- Guest star: Jason Alan Carvell (Jimmy Boyd), Brannon Cross (Michael O'Toole), Justin Mortelliti (Sam Wilkes), Sara Osi Scott (Sara), Christian Menace (Kurt), Elisa Lawson (Ted Jacobi), Earl Lee White (Street Poet), Christine Toy Johnson (Presley DeWitt), Catherine Combs (Ariel), Chuck Tedder (Dan), Steven Waldren (agente Roy).
- Ascolti Italia: telespettatori 760 000 – share 3,30%[11]

## Sotto protezione
- Titolo originale: Stashed
- Diretto da: Sherman Shelton, Jr.
- Scritto da: Talicia Riggs e Adam Lazarre-White

### Trama
La vita di Sebastian è in pericolo quando un criminale che ha messo dietro le sbarre sfugge alla custodia della polizia. Carter ha il compito di mantenerlo in custodia protettiva, e il flirt di Carter e Hannah è foraggio di pettegolezzi divertenti per Tammy e Sebastian.
- Guest star: Scott Deckart (Abel Brooks), Thomas Philip O'Neill (Eddie), Ben Bladon (prigioniero più anziano), Darius Devontaye Green (autista di bus), Austin Naulty (guardia della prigione), Dani Deette (Lucy Jameson), Mac Brandt (Roland), Maceo Oliver (Drummond), Carlos Arce Jr. (Jack), Donald Johnson Sr. (sergente SWAT), Susan McPhail (Joanie Matterson), Johnny McPhail (Don Matterson).
- Ascolti Italia: telespettatori 563 000 – share 2,50%[12]

## C'era una volta
- Titolo originale: Once Upon a Time
- Diretto da: Rob Greenlea
- Scritto da: Jan Nash e Ron McGee

### Trama
Dopo che una molotov viene lanciata nel bar di Pride, le prove lo portano verso la sua vecchia nemesi, Sasha Broussard, che ha mantenuto un segreto che influenzerà la sua vita per sempre. Inoltre, Tammy usa le sue abilità di profilazione su Hannah e Carter con una precisione scioccante. Pride scopre di aver avuto un figlio da Sasha.
- Guest star: Jason Alan Carvell (Jimmy Boyd), Callie Thorne (Sasha Broussard), Petey Gibson (Ollie Kennedy), Casey Ferrand (giornalista #1), Luba Chan (giornalista #2), Chris Tardio (Watkins), Laura Shoop (Molly), Drew Scheid (Connor Dean), David DeKay (Dalton Bonet).
- Ascolti Italia (in chiaro): telespettatori 747 000 – share 3,20%[13]

## Scelte
- Titolo originale: Choices
- Diretto da: Lionel Coleman
- Scritto da: Chad Gomez Creasey e Christopher Silber

### Trama
La squadra indaga sul micidiale attentato al bar e sull'imminente guerra criminale per il territorio che coinvolge Sasha Broussard. Inoltre, mentre Pride deve fare i conti con Connor nella sua vita, Carter e Hannah lavorano per definire la loro nuova relazione.
- Guest star: Jason Alan Carvell (Jimmy Boyd), Callie Thorne (Sasha Broussard), Drew Scheid (Connor Dean), Meg Gibson (Beverly Watkins).
- Ascolti Italia: telespettatori 822 000 – share 3,50%[14].

## Illusioni
- Titolo originale: Illusions
- Diretto da: Rob Greenlea
- Scritto da: Stephanie Sengupta e Megan Bacharach

### Trama
Mentre Pride ordina alla squadra di collegare Sasha ai recenti attacchi a New Orleans, deve aiutare Connor a fare i conti con chi è veramente sua madre. Inoltre, Carter e Tammy cercano un cane militare altamente addestrato rubato, Pride e Rita prendono una decisione importante sul loro matrimonio.
- Guest star: Jason Alan Carvell (Jimmy Boyd), Callie Thorne (Sasha Broussard), Joanna Cassidy (Mena Pride), Drew Scheid (Connor Dean), Meg Gibson (Beverly Watkins), Quentin Darrington (Dave Strand), Cara Mitsuko (agente Lee), Kwajalyn Brown (Sofia Lattimer), Bill Martin Williams (Adam Caroftes), Cody Bruno (Seth McLaughlin), James Ricker (Joe Barns).
- Ascolti Italia: telespettatori 879 000 – share 4,00%[15].

## Famiglie
- Titolo originale: Runs In The Family
- Diretto da: Mary Lou Belli
- Scritto da: Ron McGee e Stephanie Sengupta

### Trama
Mentre Pride e Rita pianificano il loro matrimonio, l'FBI arresta Connor in relazione al bombardamento del bar come mezzo per raggiungere sua madre, Sasha Broussard, e Rita potrebbe essere l'unica persona che può salvarli.
- Guest star: Jason Alan Carvell (Jimmy Boyd), Callie Thorne (Sasha Broussard), Joanna Cassidy (Mena Pride), Drew Scheid (Connor Davenport), Cara Mitsuko (agente Lee), Anna Enger Ritch (Kara Vreeland), Jennifer Van Horn (nonna), Jennifer Patino (agente Griera), Ezekiel Boston (agente Everford), Justin Davis (Morgan), Haris Pervaiz (Faisal), Steven Walden (agente Roy).
- Ascolti Italia: telespettatori 920 000 – share 4,20%[16].

## Tutta la vita che vuoi
- Titolo originale: Laissez Les Bon Temps Rouler
- Diretto da: Tim Andrew
- Scritto da: Chad Gomez Creasey, Ron McGee e Stephanie Sengupta

### Trama
Alla vigilia del matrimonio di Pride con Rita, Connor entra nella protezione testimoni, Pride deve scoprire chi ha attaccato Jimmy e Connor, scoprendo anche i secondi fini di Sasha riguardo al figlio.
- Guest star: Jason Alan Carvell (Jimmy Boyd), Shanley Caswell (Laurel Pride), Callie Thorne (Sasha Broussard), Joanna Cassidy (Mena Pride), Drew Scheid (Connor Davenport), Nathan Wallace (Duke), Michael Ray Smith (US Marshall), Brian Edwards (US Marshall), Christopher Allen Monberg (autista di trasporti).
- Ascolti Italia: telespettatori 752 000 – share 3,40%[17].